# Champenoux
Champenoux és un municipi francès situat al departament de Meurthe i Mosel·la i a la regió del Gran Est. L'any 2007 tenia 1.205 habitants.

## Demografia

### Població
El 2007 la població de fet de Champenoux era de 1.205 persones. Hi havia 464 famílies, de les quals 103 eren unipersonals (40 homes vivint sols i 63 dones vivint soles), 167 parelles sense fills, 182 parelles amb fills i 12 famílies monoparentals amb fills.
La població ha evolucionat segons el següent gràfic:
Habitants censats

### Habitatges
El 2007 hi havia 492 habitatges, 466 eren l'habitatge principal de la família, 8 eren segones residències i 18 estaven desocupats. 442 eren cases i 50 eren apartaments. Dels 466 habitatges principals, 377 estaven ocupats pels seus propietaris, 78 estaven llogats i ocupats pels llogaters i 11 estaven cedits a títol gratuït; 2 tenien una cambra, 11 en tenien dues, 37 en tenien tres, 95 en tenien quatre i 321 en tenien cinc o més. 402 habitatges disposaven pel capbaix d'una plaça de pàrquing. A 188 habitatges hi havia un automòbil i a 248 n'hi havia dos o més.

### Piràmide de població
La piràmide de població per edats i sexe el 2009 era:
| Homes | Edats   | Dones |
| ----- | ------- | ----- |
| 0     | 95 o +  | 4     |
| 4     | 90 a 94 | 0     |
| 0     | 85 a 89 | 8     |
| 0     | 80 a 84 | 12    |
| 12    | 75 a 79 | 4     |
| 4     | 70 a 74 | 20    |
| 28    | 65 a 69 | 24    |
| 44    | 60 a 64 | 28    |
| 28    | 55 a 59 | 28    |
| 68    | 50 a 54 | 56    |
| 32    | 45 a 49 | 48    |
| 36    | 40 a 44 | 48    |
| 44    | 35 a 39 | 36    |
| 72    | 30 a 34 | 64    |
| 12    | 25 a 29 | 20    |
| 16    | 20 a 24 | 12    |
| 32    | 15 a 19 | 48    |
| 68    | 10 a 14 | 36    |
| 40    | 5 a 9   | 40    |
| 44    | 0 a 4   | 24    |

## Economia
El 2007 la població en edat de treballar era de 781 persones, 578 eren actives i 203 eren inactives. De les 578 persones actives 547 estaven ocupades (281 homes i 266 dones) i 31 estaven aturades (12 homes i 19 dones). De les 203 persones inactives 101 estaven jubilades, 66 estaven estudiant i 36 estaven classificades com a «altres inactius».

### Ingressos
El 2009 a Champenoux hi havia 463 unitats fiscals que integraven 1.243,5 persones, la mediana anual d'ingressos fiscals per persona era de 22.162 €.

### Activitats econòmiques
Dels 71 establiments que hi havia el 2007, 3 eren d'empreses extractives, 2 d'empreses alimentàries, 4 d'empreses de fabricació d'altres productes industrials, 3 d'empreses de construcció, 13 d'empreses de comerç i reparació d'automòbils, 1 d'una empresa de transport, 4 d'empreses d'hostatgeria i restauració, 1 d'una empresa d'informació i comunicació, 1 d'una empresa financera, 3 d'empreses immobiliàries, 11 d'empreses de serveis, 20 d'entitats de l'administració pública i 5 d'empreses classificades com a «altres activitats de serveis».
Dels 8 establiments de servei als particulars que hi havia el 2009, 1 era una gendarmeria, 2 tallers de reparació d'automòbils i de material agrícola, 1 guixaire pintor, 1 empresa de construcció, 1 perruqueria, 1 restaurant i 1 saló de bellesa.
Dels 3 establiments comercials que hi havia el 2009, 1 era una gran superfície de material de bricolatge, 1 una botiga de menys de 120 m² i 1 una joieria.
L'any 2000 a Champenoux hi havia 9 explotacions agrícoles que ocupaven un total de 320 hectàrees.

## Equipaments sanitaris i escolars
Els 2 equipaments sanitaris que hi havia el 2009 eren farmàcies.
El 2009 hi havia 1 escola maternal i 1 escola elemental integrada dins d'un grup escolar amb les comunes properes formant una escola dispersa.

## Poblacions més properes
El següent diagrama mostra les poblacions més properes.